# Aleksander Eelmaa
Aleksander Eelmaa (Viljandi, 6 de novembro de 1946 – 21 de julho de 2021) foi um actor estoniano.
Entre 1968 e 1969 ele estudou no estúdio de pantomima da Associação de Teatro da RSS da Estónia. De 1976 a 1981 foi actor no Teatro Juvenil da Estónia, e depois de 1981 a 1990 no Vanalinnastuudio; ele também trabalharia no Teatro de Drama Estoniano entre 1990 e 2006 e no Teatro da Cidade de Tallinn de 2007 a 2015. Mais recentemente (desde 2015), tem trabalhado novamente no Teatro de Drama Estoniano.
Além de papeis teatrais, ele também actuou em vários filmes e séries de televisão.
Morreu em 21 de julho de 2021, aos 74 anos.

## Prémios
- 1984: Prémio Ants Lauter[1]
- Ordem da Estrela Branca de 2004, IV classe.[3]